# Jörn-Axel Meyer
Jörn-Axel Meyer (* 1962) ist Universitätsprofessor  und Wirtschaftsingenieur (Dipl.-Ing.) der Richtung Maschinenbau an der TU Berlin.
Als Mittelstandsexperte ist er sowohl als Gast in Funk und Fernsehen als auch mit vielen eigenen Beiträgen in Zeitungen und Zeitschriften präsent.
Meyer schrieb seine Dissertation über die Computerintegration im Marketing und seine Habilitationsschrift über organisationspsychologische Fragen der Visualisierung im Management. Seine Forschungsschwerpunkte liegen bei KMU, Marketing, Gründung und Innovation.
Er lehrte und lehrt neben der TU Berlin und in den USA u. a. an der Humboldt-Universität zu Berlin, der Universität Magdeburg, der Universität Potsdam, an der ESC Toulouse und an der Akademie der Regierung der Russischen Föderation in Moskau, der Steinbeis-Hochschule, der Hochschule Bremen und der AutoUni. Er leitete den Lehrstuhl für BWL – Internationales Marketing an der Europa-Universität Viadrina in Frankfurt (Oder) 1995 und 1996. Von 1997 bis 2002 war er Inhaber des ersten Universitätslehrstuhls für die BWL der kleinen und mittleren Unternehmen in Deutschland an der Universität Flensburg.
Seit dem Oktober 2002 ist er von dieser Funktion für mehrere Jahre beurlaubt, um das Deutsche Institut für kleine und mittlere Unternehmen zu leiten. Er arbeitete in verschiedenen Unternehmen, auch auf Vorstandsebene eines weltweit agierenden deutschen Konzerns und ist seit ca. 25 Jahren als Berater tätig. Zudem war er Geschäftsführer bzw. Vorstand einer Beratungsaktiengesellschaft.
Bislang veröffentlichte er 50 Bücher und weit über 50 wissenschaftliche Schriften. Er ist Herausgeber zweier Buchreihen. Er ist Wissenschaftspreisträger im Stifterverband für die Deutsche Wissenschaft und sitzt in verschiedenen Beiräten und Expertenausschüssen. Er ist zudem Gutachter (reviewer) auch für internationale Fachzeitschriften und sitzt im Editorial Advisory Board u. a. beim International Small Business Journal und Journal of Small Business Management. Meyer ist Vorsitzender des Wissenschaftlichen Beirats der Oskar-Patzelt-Stiftung.

## Werke
- Marketing-Informatik – Grundlagen und Perspektiven der Computerintegration, Gabler-Verlag, Wiesbaden 1991.
- Computer Integrated Marketing, Vahlen-Verlag, München 1992.
- Visualisierung im Management, Deutscher Universitätsverlag (Gabler), Wiesbaden 1996.
- Erfolgsfaktoren in der Gastronomie, Berlin-Verlag Arno Spitz (Nomos), Berlin, 1. Auflage 1997 (mit Frank Hoffmann).
- Zufriedenheit in Technologiezentren, Berlin-Verlag Arno Spitz (Nomos), Berlin u. Baden-Baden 1999 (mit Alan Imberg).
- Visualisierung von Informationen – Verhaltenswissenschaftliche Grundregeln für das Management, Gabler-Verlag, Wiesbaden 1999.
- Flensburger Forschungsbeiträge zu kleinen und mittlern Unternehmen – Ausgewählte Schriften, Josef Eul Verlag, Lohmar 1999.
- Handbuch Fördermittel für kleine und mittlere Unternehmen, Vahlen-Verlag, München 1999 (mit Peter Hansen).
- Regionalmarketing, Vahlen-Verlag, München 1999.
- Lexikon für kleine und mittlere Unternehmen, Vahlen-Verlag, München 2000 (mit Markus Schwering).
- Marketing in KMU – Jahrbuch der KMU-Forschung 2000, Vahlen-Verlag, München 2000.
- Call-Center für KMU – Reader zur Tagung Flensburg 2000, Josef Eul Verlag, Lohmar 2000 (mit Ellen Kittel-Wegner und Rosi Gerlich).
- Innovationsmanagement in KMU – Jahrbuch für Forschung für Praxis 2001, Vahlen-Verlag, München 2001.
- Flensburger Forschungsbeiträge zu kleinen und mittlern Unternehmen II – Ausgewählte Schriften, Josef Eul Verlag, Lohmar 2001.
- New Economy in KMU – Jahrbuch der KMU-Forschung und -Praxis 2002, Vahlen-Verlag, München 2002.
- Internationale Kooperationen von KMU – Am Beispiel deutsch-dänischer Unternehmen, Josef Eul Verlag, Lohmar 2002 (mit Kevin Lorenzen).
- Die Zukunft des Kunstmarktes – Zu Sinn und Wegen des Managements für Kunst, Josef Eul Verlag, Lohmar 2002 (mit Ralf Even).
- Erfolgsfaktoren in der Gastronomie, Berlin-Verlag, 2. Auflage, Berlin 2002 (mit Frank Hoffmann).
- Unternehmensbewertung und Basel II in KMU – Jahrbuch der KMU-Forschung und -Praxis 2003, Josef Eul Verlag, Lohmar 2003.
- Kooperationen von KMU in Europa – Jahrbuch der KMU-Forschung und -Praxis 2004, Josef Eul, Lohmar 2004.
- Kunstförderung durch Unternehmen – Wege, Nutzen und Leitfaden für Freiberufler und Unternehmen, Josef Eul Verlag, Lohmar 2004.
- Wissens- und Informationsmanagement in kleinen und mittlere Unternehmen – Jahrbuch der KMU-Forschung und -Praxis 2005, Josef Eul Verlag, Lohmar 2005.
- Erfolgskontrolle im Standort- und Regionalmarketing – Nutzen für den Mittelstand?, Josef Eul Verlag, Lohmar 2005 (mit Nicolas Dallmann).
- Kleine und mittlere Unternehmen in neuen Märkten – Aufbruch und Wachstum – Jahrbuch der KMU-Forschung und -Praxis 2006, Josef Eul Verlag, Lohmar 2006.
- Erfahrungen mit der Limited, Josef Eul Verlag, Lohmar 2006 (mit René Schleus).
- Trends in der Beratung von KMU, Josef Eul Verlag, Lohmar 2007 (mit René Schleus und Evamaria Buchhop).
- Planung in kleinen und mittleren Unternehmen – Jahrbuch der KMU-Forschung und -Praxis 2007, Josef Eul Verlag, Lohmar 2007.
- Das Allgemeine Gleichstellungsgesetz (AGG) in KMU, Josef Eul Verlag, Lohmar 2007 (mit René Schleus und Evamaria Buchhop).
- Managementkompetenz in kleinen und mittleren Unternehmen – Jahrbuch der KMU-Forschung und -Praxis 2008, Josef Eul Verlag, Lohmar 2008, ISBN 978-3-89936-680-8.
- Mindestlohn in kleinen und mittleren Unternehmen – Eine betriebswirtschaftliche Analyse, Josef Eul Verlag, Lohmar 2008, ISBN 978-3-89936-703-4.
- Betriebliches Gesundheitsmanagement in KMU – Widerstände und deren Überwindung, Josef Eul Verlag, Lohmar 2008 (mit Alexander Tirpitz), ISBN 978-389936-737-9.
- Energie- und Umweltmanagement im Mittelstand, Josef Eul Verlag, Lohmar 2009 (mit Alexander Tirpitz und Dietmar Laß), ISBN 978-3-89936-763-8.
- Service-orientierte Architekturen im Mittelstand – Zwischen technisch Machbarem und kaufmännisch Sinnvollem, Josef Eul Verlag, Lohmar 2009 (mit Alexander Tirpitz), ISBN 978-3-89936-765-2.
- Management-Fortbildung bei Ärzten – Meinungen, Nutzung und Pläne, Josef Eul Verlag, Lohmar 2009, ISBN 978-3-89936-767-6.
- Management-Instrumente in kleinen und mittleren Unternehmen – Jahrbuch der KMU-Forschung und -Praxis 2009, Josef Eul Verlag, Lohmar 2009.
- Mitarbeiterbeteiligung in KMU – State of the Art, Meinungen und Bewertung, Josef Eul Verlag, Lohmar 2009.
- IT-Verhalten und -Defizite in KMU – Eine Analyse von Typen der IT-Nutzung und -Bedarfe in der Verlagsbranche, Josef Eul Verlag, Lohmar 2010 (mit Alexander Tirpitz und Christian Koepe).
- Strategien von kleinen und mittleren Unternehmen – Jahrbuch der KMU-Forschung und -Praxis 2010, Josef Eul Verlag, Lohmar 2010.
- Transparenzmanagement – Grundgedanken, Konzept und betriebliche Umsetzung, Josef Eul Verlag, Lohmar 2010.
- Vertraulichkeit in der mobilen Kommunikation – Leckagen und Schutz vertraulicher Informationen, Josef Eul Verlag, Lohmar 2010.
- Nachhaltigkeit in kleinen und mittleren Unternehmen – Jahrbuch der KMU-Forschung und -Praxis 2011, Verlag Josef Eul, Lohmar 2011.
- Personalmanagement in kleinen und mittleren Unternehmen – Jahrbuch der KMU-Forschung und -Praxis 2012, Verlag Josef Eul, Lohmar 2012.
- Berliner Forschungsbeiträge zu kleinen und mittlere Unternehmen, Verlag Josef Eul, Lohmar 2013.
- Kommunikation kleiner und mittlerer Unternehmen – Jahrbuch der KMU-Forschung und -Praxis 2013, Verlag Josef Eul, Lohmar 2013.
- Energie- und Umweltmanagement in kleinen und mittleren Unternehmen – Jahrbuch der KMU-Forschung und -Praxis 2014, Verlag Josef Eul, Lohmar 2014.